# 새마을로 (구미시)
새마을로(Saemaeul-ro)는 대한민국의 경상북도 구미시 형곡동에서 시작하여, 광평동을 거쳐 연결하는 도로이다.

## 노선 경로
- 4주공네거리 - 형곡중앙로, 신시로
- 사곡오거리 - 박정희로, 상사서로
- 광평오거리 - 구미대로, 상림로
- 1공단로와 직결